# Павлов, Фёдор Фёдорович
Фёдор Фёдорович Павлов (9 января 1894, Кузнецово, Тверская губерния — 9 ноября 1967, Москва) — советский учёный-горняк, ректор Свердловского горного института (1936—1937), заведующий кафедрой геодезии Свердловского горного института (1921—1944), Московского горного института (1944—1962), Университета Дружбы народов им. П. Лумумбы (1963—1967). Доктор технических наук, профессор, заслуженный деятель науки и техники РСФСР.

## Биография
После окончания Московского межевого института Ф. Ф. Павлов был направлен на работу в Уральское геодезическое управление. Здесь он стал одним из руководителей и организаторов работ по геодезическому изучению и картографированию Урала. Впервые на Урале он проложил ряд триангуляции 2-го класса от Чусовой до Тагила, которые стали геодезической основой для крупнейшего горно-промышленного района Урала.
Одновременно с работой в Уральском геодезическом управлении Ф. Ф. Павлов читал лекции студентам-горнякам, а в 1921 г. стал заведующим кафедрой геодезии Уральского политехнического института. В 20-х годах XX века Ф. Ф. Павлов при активном участии студентов провел крупномасштабные томографические съемки участков для строительства Уралмашзавода, Тагильских вагоностроительного и металлургического заводов, Уральского электромашиностроительного завода и реконструкции ряда заводов и городов Урала.
Многие годы Ф. Ф. Павлов был деканом горного факультета, проректором Уральского политехнического, а затем Свердловского горного института. В 1936—37 годах — директор Свердловского горного института. В 1939—43 гг. — декан геологоразведочного факультета СГИ.
В 1944 году переведен на работу в вернувшийся из эвакуации Московский горный институт (сегодня — Горный институт НИТУ «МИСиС»). В 1944—1963 гг. Ф. Ф. Павлов работает в Московском горном институте, здесь в 1947 г. он блестяще защитил докторскую диссертацию, ему присвоено ученое звание профессора. Много лет заведовал кафедрой геодезии, был деканом горного факультета МГИ. Вместе со студентами проф. Ф. Ф. Павлов провел большие работы по восстановлению разрушенной войной геодезической опорной сети в Кадиевском районе Донбасса. Проводил работы по сгущению опорной геодезической сети на территории рудников Джезказгана и в других промышленных районах страны.
Профессор Ф. Ф. Павлов — автор многих работ по геодезии. Опубликовал ряд монографий, учебников, учебных пособий и методических разработок по дисциплинам геодезического цикла. Ф. Ф. Павлов изобрел глубиномер для передачи высотной отметки с поверхности в горные выработки шахты, дифференциальный барометр для определения высоты закрепленных точек на земной поверхности и в горных выработках.
В связи с преобразованием МГИ в МИРГЭМ и ликвидацией подготовки инженеров по маркшейдерской специальности Ф. Ф. Павлов в 1963 г. перешел на работу в Университет дружбы народов, в котором заведовал кафедрой геодезии и маркшейдерского дела до конца своих дней.
Похоронен на Введенском кладбище (23 уч.).